# Nils Waterstraat
Nils Waterstraat (* 24. Mai 1983 in Wolfsburg) ist ein deutscher Mathematiker und Hochschullehrer, der sich mit topologischen Methoden in der Funktionalanalysis und Operatortheorie beschäftigt.

## Leben
Waterstraat studierte Mathematik und Theoretische Physik an der Georg-August-Universität Göttingen, wo er 2007 sein Diplom in Mathematik erhielt und 2011 mit der Arbeit The Index Bundle for Gap-Continuous Families, Morse-Type Index Theorems and Bifurcation bei Thomas Schick promoviert wurde. Als Postdoc war er zunächst für zwei Jahre Stipendiat des Deutschen Akademischen Austauschdienstes an der Politecnico di Torino. Im Anschluss wurde er 2013 erster Dirichlet-Postdoc an der im Rahmen der Exzellenzinitiative entstandenen Graduiertenschule Berlin Mathematical School. Waterstraat war ab 2015 Lecturer an der University of Kent in Canterbury. Seit 2019 ist er Professor für Funktionalanalysis an der Martin-Luther-Universität Halle-Wittenberg.
Waterstraat ist einer der Redakteure der Fachzeitschrift Topological Methods in Nonlinear Analysis.
Inhaltlich verbindet sein Forschungsgebiet zwei verschiedene Gebiete der Mathematik, nämlich topologische Methoden in der nichtlinearen Funktionalanalysis, bei der sich Methoden der Analysis mit denen der Geometrie mischen. Im Studium und auch in seiner Doktorarbeit hat er sich zudem mit Fragen der Differentialgeometrie beschäftigt.

## Schriften
- mit Nora Doll, Hermann Schulz-Baldes: Spectral Flow. A Functional Analytic and Index-Theoretic Approach (= De Gruyter Studies in Mathematics. Band 94). De Gruyter, Berlin 2023, ISBN 978-3-11-116989-7.